# Patinoire de l'Île Lacroix
La patinoire de l'île Lacroix, du nom de l'île sur la Seine où elle est implantée, est un équipement sportif de la ville de Rouen. Elle fait partie du centre sportif Guy-Boissière, anciennement centre sportif docteur Duchêne. 

## Description
La patinoire, artificielle et fermée, est répartie en deux salles : 
- la patinoire de détente, qui mesure 56 mètres sur 26, accueille le grand public ;
- la patinoire olympique, qui mesure 60 mètres sur 30, d'une capacité d'accueil de 2 747 places assises, sert aux compétitions et accueille notamment les matchs de hockey sur glace de l'équipe du Rouen hockey élite 76.

## Histoire
Elle est réalisée par les cabinets d'architecture rouennais Groupe 3 Architectes et Artefact et est ouverte le 14 janvier 1992.
Au terme de dix années de dérogations, la patinoire ferme à l'été 2010 de façon à permettre la mise aux normes européennes du fluide frigorigène circulant sous les deux glaces (détente et olympique) : du R507 remplace le fréon. En parallèle, les bandes et les balustrades d'origine sont également remplacées.
En mai 2021, après 17 mois de travaux, la patinoire s'est offert une importante réhabilitation, un cube vidéo, un show lumineux, 300 places et 7 loges supplémentaires dans une extension imaginée par le cabinet d'architecture Octant. 
Le 22 mai 2021, la patinoire olympique est nommée « patinoire Nathalie-Péchalat » et la patinoire tout public est nommée « patinoire Édith-Ballester ».

## Événements
- Championnats de France de patinage artistique 1994
- Championnats de France de patinage artistique 2023